# 纪尧姆·勒里什
纪尧姆·勒里什（英語：Vincent Arnardi，1975年6月6日—），法国音频工程师。他因电影天使爱美丽提名奥斯卡最佳音响效果奖。自2000年起，勒里什参与了超过70部电影的制作。

## 部分影视作品
- 天使爱美丽 (2001)[1]